# Tajvan japán megszállása (1895)
Tajvan japán megszállása lényegét tekintve az első kínai–japán háború folytatása volt. A Japán Birodalomnak 1895. május 29. és október 21. között további hadműveletek árán sikerült Tajvan (akkori nevén Formosa) szigetét elcsatolnia, amit a simonoszeki béke értelmében kapott meg a Csing-dinasztiától. A szigetet irányító kínai tisztviselők nem akartak belenyugodni a japán uralomba és követelték, hogy Tajvan továbbra is maradjon Kína része. A Csing-dinasztia ellenben nem újíthatta fel a háborút, mire a tajvani kínai vezetők kinyilvánították függetlenségüket a Tajvani Köztársaság formájában. A japán csapatok május 29-én partra szálltak a sziget északi felén, Keelung mellett. A sziget katonai erőit az itt hátra maradt Csing reguláris egységek, illetve a helyi kínaiakból és a sziget őslakosaiból verbuvált, gyengén felszerelt és kiképzetlen szabadcsapatok jelentették. Jóllehet a gerillatevékenységek miatt a japán megszállás akadozott, ámde megállítani nem lehetett. Augusztus 27-én a baguasani csatában a Tajvani Köztársaság ellenállása döntő vereséget szenvedett a japánoktól (a tajvani történelem során ez volt a legnagyobb katonai összecsapás a szigeten). Az ellenállás Tajnan városába szorult vissza, ennek október 21-én történt elestével a szervezett harc a japán megszállók ellen megszűnt Tajvanon és kezdetét vette a kerek ötvenéves japán uralom a sziget felett.
A következő néhány évben még voltak szórványos ellenállások, ugyanis felkelők egy csoportja bevette magát a hegyekbe. 1897-ben történt is egy nagyobb felkelési kísérlet, hogy visszaállítsák a sziget függetlenségét, amit a japánok véresen megtoroltak.
A japánok 1874-ben már vezettek hadjáratot a sziget őslakossága ellen és katonai győzelmet arattak, akkor viszont még nem került a sziget a fennhatóságuk alá.

## Előzmények
1874-ben a japánok már küldtek expedíciós haderőt Tajvanra, hogy büntessenek meg olyan őslakókat, akik három évvel korábban ryukyui és japán halászokkal végeztek. Ennek eredménye különös módon a kínai befolyás alatt álló Rjúkjúi Királyság japán annexiója lett. Később a szigetország nyílt expanzióba fogott, bár Japán előzetes terveiben nem szerepelt Tajvan elfoglalása, amikor háborút indított 1894-ben a Csing-dinasztia ellen. A japánok célja a Korea feletti hatalom megszerzése volt. A japán stratégia azonban hamar megváltozott és a további tervek között szerepelt expanzió Kína északi (mandzsúriai) és déli területei felé. A sikerek hatására a japán közvélemény még Peking elfoglalását is követelte, de a hadvezetés óvakodott ettől, nehogy a nyugati hatalmakat Japánra haragítsa a túlzott előretörés miatt. Stratégiai okokból (Korea birtoklása és hajózási útvonalak ellenőrzése végett) a japán vezetők Tajvan és a Liaotung-félsziget elfoglalása mellett döntöttek. 1894. december 4-én a japán császári konferencia újra fogalmazta Kína elleni háború katonai céljait és a déli irányú terjeszkedésre helyezte a hangsúlyt.
1895 kora tavaszán már megindultak a béketárgyalások Simonoszekiben, de addig is csak a szárazföldi hadműveleteket függesztették fel, a tengeren a harcok tovább folytak. A japán flotta március 23. és március 25. között elfoglalta a Penghu-szigeteket, amelyet Tajvan későbbi megszállásához kívántak felhasználni. Tajvanon ellenben már a háború elején számítottak egy esetleges japán támadásra és megerősítették a partok védelmét, a reguláris csapatok mellé pedig a helyi kínai (hakka) lakosságból szerveztek milíciákat. A japán támadás elleni felkészülésben sokat tett Sao Ju-lien kormányzó, ennek ellenére a központi kormánytól csekély támogatást kapott.

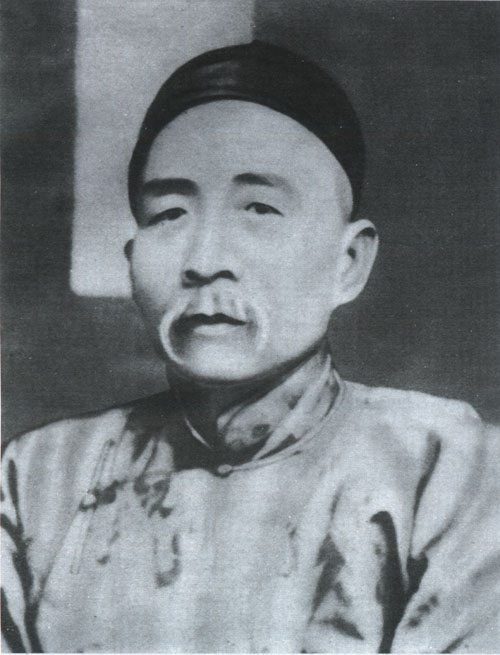
Tang Csing-sung: előbb mint a Csing-dinasztia kormányzója Tajvanon, utóbb a sziget köztársasági elnöke.

Közben elterjedtek olyan hírek, hogy Tajvant és Penghu-szigeteket a Csing-dinasztia átadná a briteknek, nehogy az japán megszállás alá kerüljön. Az angol uralom persze ideiglenes lett volna, mivel Nagy-Britannia idővel visszaadta volna a szigetet a Csing-dinasztiának. A kínai javaslatot a brit kabinet fontolóra vette, de végül nem fogadták el. Nagy-Britannia nem a Japánnal való konfrontálódástól tartott, hanem attól, hogy Tajvant nem lehet ideiglenes brit ellenőrzés alá vonni, sokkal inkább brit koronagyarmattá kellene tenni, ami viszont már elkerülhetetlenné tenné Kína nagykereskedelmi felosztását más nagyhatalmakkal (Oroszország, Németország, Franciaország, Amerikai Egyesült Államok).
A Penghu-szigetek elfoglalását a háború alatt japán kisszámú katonai erővel hajtotta végre, s nem ütközött jelentős ellenállásba. A szigeteket védő kínai csapatok már demoralizáltak voltak, annak ellenére, hogy friss védművek álltak rendelkezésükre, amiket közvetlenül az 1884-1885-ös kínai-francia háború után építettek, amikor is a francia flotta szintén Penghu ellen folytatott hadműveleteket. Sao Ju-lien a penghui kínai helyőrséget Tajvanra evakuálta hadihajók és dzsunkák segítségével.
A Penghu-szigetek ellenőrzésével a japánok elvágták Tajvan utánpótlását Kína felől, így a Csing-dinasztia számára lehetetlenné vált a sziget megtartása, emiatt is engedtek a japán követeléseknek a simonoszeki békében és Tajvant átadták a Japán Birodalomnak. A japánok gyorsan át akarták venni a kínaiaktól a szigetet, nehogy a nyugati hatalmak a háborút követően támadásba lendüljenek. Május 10-én már ki is nevezték a sziget kormányzóját Szukenori Kabajama admirális személyében.

## A Tajvani Köztársaság kikiáltása
A simonoszeki békeszerződés felháborította a tajvani kínaiakat, akik Csiu Feng-csia és más értelmiségiek égisze alatt petícióval fordultak a dinasztiához, amelyben követelték, hogy Tajvan maradjon továbbra is Kína része. Noha Kínában is nagy volt a felzúdulás a simonoszeki béke miatt, a kormány kijelentette, hogy lemond a szigetről, viszont lehetőséget nyújt az ottani kínaiaknak a kitelepülésre a kontinentális Kínába.
Az érezhetően nagy csalódottság miatt a tajvani vezetők a függetlenség kikiáltásában kezdték látni az egyetlen lehetőséget. Mivel a Csing-dinasztia kormánya tehetetlen volt, május 18-án sietve lemondott Tajvanról Japán javára. Ekkora a japánellenes erők meggyőzték Tang Csing-sung kormányzót a függetlenség szükségességéről, aki a szigeten maradt. Május 23-án közzétették a függetlenségi nyilatkozatot és május 25-én létrejött a Tajvani vagy Formosai Köztársaság, melynek elnöke Tang lett. Haderőparancsnoknak kinevezték Tang barátját Liu Jong-fút, aki a francia-kínai háborúban, a Vietnámban dúló harcokban nagy hírnevet szerzett és nemzeti hősként tisztelték. Az irreguláris csapatok élére Csiu Feng-sia került. Ezeket az erőket már a helyi őslakosokból szervezett egységekkel is kiegészítették.
A köztársaságnak persze nem volt támogatottsága a lakosság körében és a külföld előtt is nyilvánvaló volt, hogy a cél a japán uralom elkerülése. Bár a nyugati hatalmak és közvéleményeik végig Japán ellen voltak a háború alatt, a Formosai Köztársasággal sem szimpatizáltak túlzottan. Arra esély sem volt, hogy a küszöbön álló japán támadás esetén Kína beavatkozzon, mivel a háborút a Csing-dinasztia a katasztrofális vereségek nyomán már esze ágában sem volt felújítani. A nyugati hatalmak segítségére sem látszott semmi esély, mivel azok elsősorban a Liaotung-félsziget kiürítését sürgették Japán részéről. Ez utóbbit az orosz-német-francia diplomácia el is érte és Japán nagyobb kártérítés megfizetése mellett a félszigetet visszaadta Kínának.
A köztársaság kikiáltása (amely hivatalosan továbbra is a Csing-dinasztia felé hirdette hűségét) méltatlankodás szült a kínai császári udvarban, ennek ellenére a kínai tisztviselők visszahívását már nem lehetett elérni Tajvanról.

## A megszállás kezdete
A japánok mindjárt a simonoszeki béke megkötése után megtették az első lépéseket Tajvan megszállására. Az akcióra a birodalmi gárda egyik friss, a kínai háború harcaiban még részt nem vett hadosztályát jelölték ki. A hétezer fős japán haderőt Josihisza Kitasirakava herceg vezette, amely május 22-én hajózott ki Port Arthurból. Az expedícióra túlságosan sietve készültek fel, a katonák sötét és viszonylag vastag egyenruhát viseltek, amit nem volt célszerű a meleg és párás tajvani éghajlaton. A hadosztályt eredetileg a téli időszakban, Mandzsúriában tervezték bevetni, ám erre végül nem került sor. Május 26-án a különítmény egy időre megállt a Ryukyu-szigeteken, ahol egy nappal később felvették Szukenori admirálist. Szukenori már értesült a köztársaság kikiáltásáról, ezért a hadosztály sietve folytatta az útját a szigetre, nehogy a kínaiak további ellenintézkedéseket tegyenek a japán megszállás meghiúsítására.

### Hadműveletek Észak-Tajvanon
Május 29-én az első japán egységek már partra szálltak Keelungtól néhány mérföldre, keletre, egy néhai spanyol támaszpont közelében. A japánok eredetileg Tamszujnál tervezték a partraszállást, de ott a város jelentős kínai helyőrséggel bírt. Június 2-án Szui-hong mellett vívták az első összecsapást, amelyben a kínai erők vereséget szenvedtek.
Június 3-án japán kézre került Keelung városa. Öt japán hadihajó előzetesen tűz alá vette a part menti védelmet, mialatt a szárazföldi erők az erődítmény háta mögé kerültek. A legfontosabb harcokat egy gázló közelében vívták és könnyűszerrel legyőzték a kínaiakat. A kínai parancsnokok látva a vereséget egyszerűen elmenekültek a helyszínről. A japánok a harcokban csupán 2 halottat és 26 sebesültet vesztettek.
Keelung eleste után nyomban egy japán hadihajó fedélzetén tartott ceremónia keretében hivatalosan is megtörtént Tajvan átruházása Japánra. Japánt Szukenori kormányzó, Kínát pedig Li Csing-fang képviselte. Utóbbi a Csing-dinasztia külügyi diplomatájának Li Hung-csangnak volt a fogadott fia. Otthoni ellenségei mesterkedése miatt történt, hogy őt jelölték ki e feladatra, amely Li számára mélységesen megalázó volt. Bár az átadást Tajpejben, a sziget székhelyén tervezték lebonyolítani, de Li hamar felismerte, hogy a jelenlegi helyzet miatt ez most veszélyes volna (különösképpen az ő életére nézve). Mostohaapját ráadásul kifejezetten utálták a tajvaniak, dühüket pedig annál jobban fokozta, hogy nem ő képviselte a dinasztiát. Tajvanon mindenütt gyűlölethadjárat indult ellene plakátkampány formájában, ezért fia külön kérte a japánokat, hogy a tengeren tartsák meg a hivatalos átadást.
A keelungi vereség hírére június 4-én a köztársaság vezetői nyomban a távozás mellett döntöttek Tajpejből. Tang és Csiu Tamszujba menekültek, de az ott kitört zavargások miatt még legalább egy napot kényszerültek ott vesztegelni. Június 6-án egy gőzhajó fedélzetén Kínába távoztak.

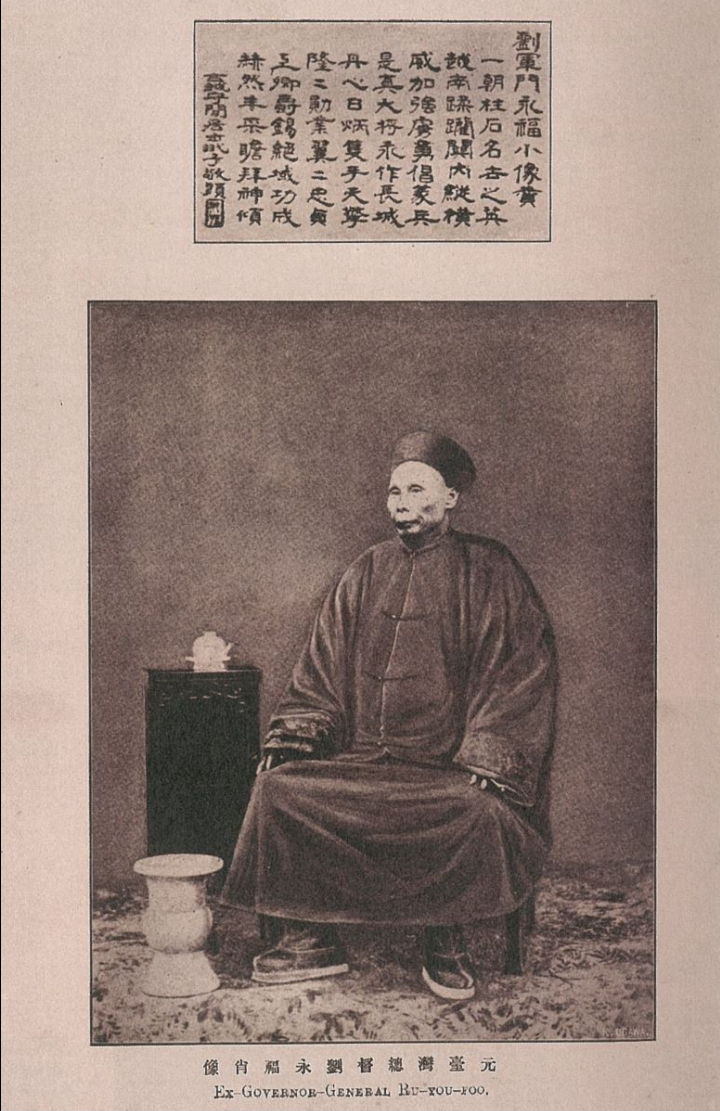
Liu Jong-fu 1896-ban.

Tajpej helyőrsége vezető nélkül maradt és zsoldot sem kapott, ezért a katonák fosztogatni kezdték a várost. A helyi lőszerraktárban tárolt lőpor ráadásul berobbant és a detonáció súlyos károkat okozott, valamint számos halálos áldozatot követelt. Az elharapódzó anarchia miatt helyi kereskedők, köztük a legbefolyásosabb Kú Hszien-jung itt tartózkodó külföldiek segítségével érintkezésbe lépett a közeledő japánokkal, hogy mihamarabb vonuljanak be Tajpejbe és állítsák helyre a rendet. A japánok amint tudomást szereztek a zűrzavarról felgyorsították az előre nyomulásukat Tajpej felé. Június 7-én a japánok bevonultak a városba és két napon belül felszámolták a zavargásokat. A kínai katonaság ellenállás nélkül letette a fegyvert.
Közben Tamszujban is zavargások törtek ki, mialatt a formosai köztársaság vezetői igyekeztek elmenekülni Kínába. Hírek terjengtek arról, hogy a szakadár kormány fizetésképtelenné vált a reguláris katonák felé. Néhány katona még ki is zsarolt egy igen komoly összeget a gőzhajó utasaiból, amin a kormány tagjai ültek. A pénzt a Tamszujban állomásozó társaik között osztottak szét. Erről a közeli Hobe erődjének helyőrsége is értesült, amely nem akart kimaradni a haszonból és megfenyegették a gőzhajó utasait, ha nem fizetnek további összegeket, akkor az erőd ütegeivel tüzet nyitnak rájuk. A tengerészeti vámhatóság európai alkalmazottai további pénzeket gyűjtöttek be. Ezt követően a hajó útnak indult és már úgy tűnt, hogy biztonságban elhagyhatja Tamszujt, amikor néhány kínai ágyúból mégis tüzet nyitottak rá. A támadásban több katona megsérült a fedélzeten, mások meghaltak, mint Tang köztársasági elnök testőrkapitánya is. A közelben állomásozó Iltis német hadihajó, amit a Tamszujban tartózkodó európaiak védelmére vezényeltek ki, tüzet nyitott a támadókra és kiiktatta az ütegeket.
Tamszujban a kínai katonák kifosztottak több külföldi rezidenciát, de az Iltis és a brit Redbreast hadihajók jelenléte miatt óvakodtak bántalmazni európaiakat. Június 7-én két japán hadihajó érkezett a kikötőbe és a rendbontások abbamaradtak. A következő nap 18 japán lovaskatona érkezett a városba Tajpejből és puskalövés nélkül lefegyverzett több száz kínai katonát.
Szukenori admirális június 14-én érkezett meg Tajpejbe, ahol bejelentette a japán kormányzás kezdetét Tajvanon. Az elfogott kínai katonákat kényszermunkára fogták és az utánpótlás szállításánál alkalmazták, amelyek Amoj kikötőjébe érkeztek. A hadjárat első szakaszában a japánok elfoglalták a sziget északi felét és a fővárost. Mind a japánok, mind a külföldi megfigyelők arra vártak, hogy az ellenállás rövid időn belül megszűnik. Az amerikai James W. Davidson is némi gúnnyal megjegyezte, hogy a sárga republikánus tigris (utalva a köztársaság zászlajában levő aranyszínű tigrisre) ledőlt és eleség híján kimúlt.
Ennek ellenére a harc még korántsem zárult le, sőt június végére már egyértelművé vált, hogy az összes várost harc árán kell megvívnia a japán hadseregnek. A közemberek (kínaiak és az őslakosok) ellenállása is kezdett kialakulni a japánok ellen, ami lassította az előre nyomulást. Liu Jong-fu átvette a köztársaság irányítását és az állam székhelyét Tajnanba helyezte át június 26-án. Az idő mégsem a tajvaniaknak dolgozott, csupán néhány hónapot nyertek a lépéssel.
A japánok elsőszámú célja ezúttal Tajnan elfoglalása volt, amit viszont hátráltatott a népi ellenállás. Június és augusztus között a japán hadseregnek Közép-Tajvant kellett biztosítania Miaoli és Csanghua városok elfoglalásával. Ezután egyhónapos pihenőt rendeltek el és a hadműveletek csak októberben folytatódtak.

### Hadműveletek Tajvan középső részén
A Tajvani Köztársaság kilátástalanságát mutatja, hogy a szigeten hátra maradt kínai reguláris csapatok valójában nem akartak az államért küzdeni. Csupáncsak azért folytattak harcokat, hogy visszajuthassanak a kontinentális Kínába. Nem volt bátorságuk harcolni a japán csapatok ellen és nem is törekedtek legyőzni őket az összecsapásokban. Davidson megfigyelései szerint, bár a kínai katonák modern fegyverekkel rendelkeztek, de nem voltak jól kiképezve és nem voltak képesek önálló hadműveletekre, sem kezdeményezésre. A nagy létszámuk ellenére nem tudtak mást, csak látványos, de érdemtelen akciókat végrehajtani. Például erős tüzet nyitottak a rohamozó ellenségre, de mihelyst azok közelebb értek máris visszavonultak egy másik, védettebb pozíciót keresve.
Június 22-én, miután a birodalmi gárda bevette Hszincsút és az ottani helyőrség kapitulált, a kínai reguláris erők ellenállása ettől fogva megszűnt a japán megszállók ellen. A japánok elleni harcot főleg már csak a kínai és őslakos szabadcsapatok viselték. A hakkák fiatal vezetői Csiang Sao-tszu Vu Tang-szhing kemény ellenállást tanúsítottak a megszállókkal szemben. Ezek a félkatonai erők sokkal többet tettek és aránylag nagyobb veszteségeket tudtak okozni a japánoknak, a reguláris Csing katonákkal ellentétben, jóllehet kiképzetlenek és gyengén felszereltek voltak. Legtöbbjük 17. századi kanócos muskétát használt lőfegyver gyanánt, amelynek lőtávolsága is messze kisebb volt a japánok által használt korszerű lőfegyverekénél.
Június 24. és június 26. között vívott harcokban a népfelkelők az An-ping magaslat kiürítésére kényszerítették a japánokat, akiknek egy másik ponton kellett felvenniük a hadállásaikat. Végül a japánokat a jobb felszereltségük és utánpótlásuk segítette győzelemre. A vereség ellenére a szabadcsapatok még napokig zaklatták a japánokat Hszincsúban és környékén.
Július 10-én a hakka szabadcsapatok ismét megütköztek a japánokkal Miaoli közelében. A csienbisani csatában az ellenállók alaposan beásták magukat, de megfelelő tüzérség híján nem tudtak sokáig kitartani. A japánok kétoldali támadást indítottak ellenük és legyőzték őket. A harcban a japánok 11, a hakkák 200 embert vesztettek. További 119 ellenálló került japán fogságba, köztük a vezérük, a 19 éves Csiang is, aki a fogságban ópium túladagolásával követett el öngyilkosságot. Vezértársa Vu lett az ellenállók parancsnoka, aki visszavezette a hakkákat Miaoliba.
A japánok az elfoglalt területeken se lehettek nyugodtak, ugyanis az ellenállók a vonalak mögött is partizánharcot kezdeményeztek. Tajpej és Hszincsu között többször ért támadás kisebb japán katonai erőket illetve a futárszolgálat embereit. A támadásokat gyakran helyi őslakosok hajtották végre, akik először úgy tettek, mintha behódolnának a japánokat (fehérzászlót lengetve), majd egy adott pillanatban orvul megtámadták őket. Számos elfogott japán katonát borzalmasan megkínoztak és megcsonkítottak. A japán katonák az ilyen támadások ellen tehetetlenek voltak, mert a fehérzászlók árnyékában nem volt világos ki hajtotta végre az orvtámadást. Végül a japánok felhagytak a polgári lakossághoz való békés közeledéssel és a támadásokra véres megtorlás lett a válaszuk. Rengeteg falusit végeztek ki anélkül, hogy bizonyítható lett volna rájuk az ellenállás vádja vagy sem.

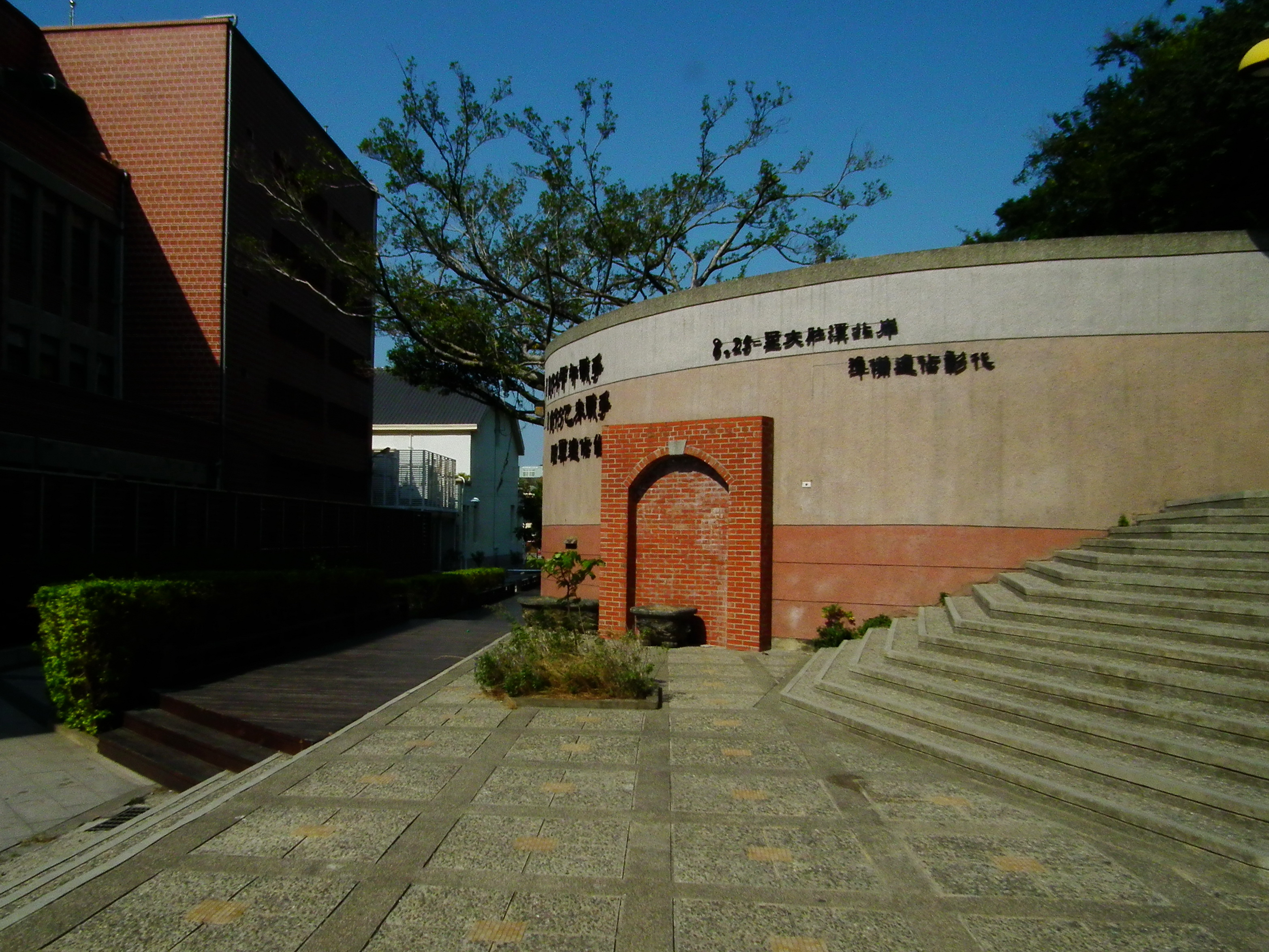
A baguasani csata emlékét bemutató múzeum Changhuában.

Július 11-én újabb nagy támadás érte a népfelkelők részéről a japán csapatokat (a 35-ös számú gyalogezredet) a Tajpej és Tokoham közötti úton. Bár a felkelők bátran harcoltak, de a jobban kiképzett japánok végül felülkerekedtek. A felkelők mind elestek, az egyetlen túlélő pedig öngyilkosságot követett el, nehogy fogságba essen. Július 12-én a japánok egy másik csatában legyőzték az ellenállókat.
Július utolsó hetében a japán hadsereg nagyszabású hadműveletekbe kezdett, hogy megtisztítsa utánpótlási vonalait az ellenállóktól. Július 22. és július 23. között a japánok beszorították az ellenállókat a Három-szurdokba és Szinpunba. Az ellenség erőit a japánok minimális veszteségek mellett szétverték.
A birodalmi gárda augusztus 6-án megkezdte az előre nyomulást Miaoli felé. 7-re két japán hadoszlop kiűzte a felkelőket Hszincsúból és Pejpóból, amelyek fontos bázisai voltak a népi ellenállásnak. Augusztus 8. és augusztus 9. között a felkelők nagy részét kiűzték a Tiongkangtól északra fekvő megerősített állásaikból. Augusztus 11-én elfoglalták Aulangot. Augusztus 13-án súlyos harcok folytak Csenkanszoan mellett az ottani magaslatokért. A japánok augusztus 14-én bevonultak Miaoliba, ahonnét a lakosság elmenekült és nem maradt már ellenállás.
A japánok utolsó nagy erőpróbáját Changhua elfoglalása jelentette. Az ottani erődítménybe tömegesen vették be magukat a szabadcsapatok és elit, veterán harcosok is, akik a híres Liu Jong-fu vezetése alatt álltak. A várostól északra fekvő Baguasan magaslatait is jól megerősítették és erős tüzérséggel védelmezték. Augusztus harmadik hetében a japán erők utánpótlással bővültek és felkészültek a döntő csatára Liu Jong-fúval. A japánok már augusztus 24-én megkezdték a felvonulást a magaslat ellen, de Koloton és Tokabio községek közelében népfelkelők támadtak rájuk. Utóbbi helyen olyan jelentős volt az ellenállás, hogy egy nappal késleltette a Baguasan elleni hadműveletet. A japánok csak augusztus 26-án álltak készen Changhua melletti hadállások megtámadására.
Augusztus 26-a éjjelén a japánok átkeltek a folyón és meglepetésszerű támadást indítottak Changhua ellen. A meglepett ellenállók nagy veszteségeket szenvedtek és elesett két vezérük is Vu Tang-szhing valamint Vu Peng-nien. A külföldi megfigyelők leginkább a japánok bravúrját dicsérték, amiért egy ilyen jól megerősített pozíciót látványos módon, kellő készséggel elfoglaltak.
A baguasani vereséggel a szervezett ellenállás megszűnt Tajvanon, a köztársaság már csak nevében létezett, de a japán hadsereg megint pihenőt rendelt el és újabb erősítések érkezésére várt az anyaországból. Addig az újonnan elfoglalt területek és kikötők biztosításával voltak elfoglalva. Időközben malária ütötte fel a fejét Changhuában, ami mintegy 2000 halálos áldozatot szedett.
A baguasani csata után már csak szórványos támadások érték a japánokat, bár egy-egy ilyen akciónak nem volt elhanyagolható az ereje. Szeptember 3-án Toapona faluban, Changhuától délre támadtak rá a japán helyőrségre, amit azok csak erősítésekkel tudtak visszaverni. A támadókat egészen Talibu városáig üldözték, ahol így a japánok felderítették az ottani ellenállást, majd szeptember 5-e éjjelén egy váratlan rajtaütéssel megtisztították a felkelőktől. Egy válogatott japán egység csendben megmászta a város falait, majd megnyitották a kapukat a többiek előtt, akik gránátokkal lőtték a várost. A zűrzavar miatt a védők elmenekültek és a japánok másnap puskalövés nélkül bevették Talibut. A harcokban a japánok mindössze 8 halottat és sebesültet vesztettek, a tajvaniak vesztesége 130 fő volt.

### Hadműveletek Dél-Tajvanon
Októberre a szigeten állomásozó japán csapatok Oszakából és Mandzsúriából erősítéseket kaptak, és háromirányú támadásba kezdtek Tajnan ellen. Október 10-én két hadoszlop indult el Penghúról. Az egyik, mintegy 5000 fős erő Szadanaru Fusimi vezetésével Tajnantól északra szállt partra, a másik, több mint 6000 fős haderő Mareszuke Nógi vezérletével a várostól délre szállt partra. A harmadik erőt a birodalmi gárda alkotta, amely Changhua felől közeledett Tajnan felé. Bár a várost védő tajvani és kínai erők számszerűleg nagyobbak lehettek, de már csak a túlélésért harcoltak. Nem volt sem megfelelő utánpótlásuk és segítség sem érkezett. Az esélyeik egyenlők voltak a semmivel.
A birodalmi gárda október 6-án leverte a felkelők 3000 fős csapatát Talibúnál. Október 7-én egy sor megerősített védelmi pozícióból űzték ki a japánok az ellenállókat Junlinnál. A baguasani utáni második legfontosabb csiaji ütközetben (október 9.) 3600 különböző harci értékű tajvani és kínai mérkőzött meg a japán hadsereggel. A várost a hegyekben álló japán ütegek bombázták, majd az előre nyomuló katonák megmászták a falakat és megverték a védőket. Tajvani részről 200-an estek el. A japánok a háromnnapos hadjáratban csak 14 halottal és 54 sebesülttel számoltak. A gárda győzelem után bevárta Fusumi erőit és csak utána folytatta az előre nyomulást.
Az ezt követő napok harcaiban is a japánok jelentéktelen veszteségek mellett csatát csatára nyertek, közben már egyre ritkábban voltak könyörületesek az ellenállókkal. Október 19-én az egyik megerősített faluban a 17. gyalogezred 3000 ellenálló kerített be, akik közül 1000 embert lemészároltak.
Nógi altábornagy déli hadoszlopa Csiatungnál (október 10.) könyvelhetett el jelentősebb győzelmet, igaz neki több áldozattal (16 halott, 61 sebesült) járt e siker kivívása. Október 15-én Nógi bevette Takow kikötőjét. Csapatai október 20-án alig pár mérföldre jártak Tajnantól, amikor kínai kereskedők keresték fel őket megadási ajánlattal.

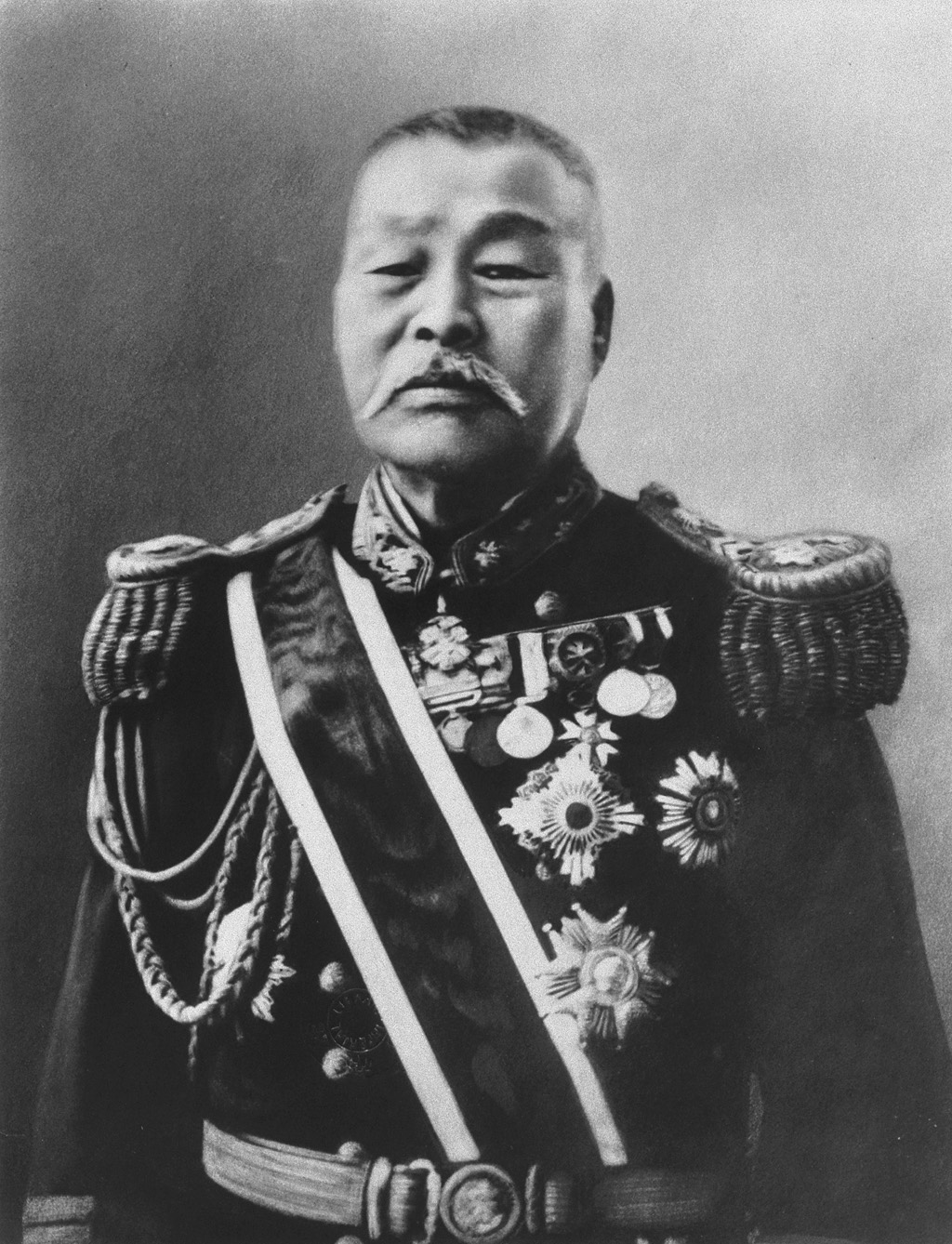
Szukenori Kabajama admirális, Tajvan első japán kormányzója.

### Az összeomlás
Liu Jong-fu ekkor már felismerte, hogy minden további harc reménytelen. Álruhában megszökött Tajnanból, eljutott Amojba, ahol egy angol kereskedelmi hajó, az SS Thales fedélzetén Kínába ment. Bár egy japán cirkáló útját állta a hajónak és a fedélzetre lépő japánok több embert, köztük Liút is őrizetbe vették, ám valószínűleg nem ismerték fel, s a hajókapitány tiltakozásának nyomán nem került fogságba. A japánok csak később eszméltek rá, hogy Liu pont az orruk előtt oldott kereket.
Október 21-én Tajnan megadta magát a japánoknak, ezzel a Tajvani Köztársaság is végérvényesen megszűnt. A városba elsőként Nógi vonult be csapataival.

## Veszteségek
Japán részről a harcoknak elenyésző volt az áldozata: az összecsapásokban 164-en haltak meg és 515-en megsebesültek. Sokkal több halottat szedtek a japánok részéről a betegségek, mint a malária, vagy a kolera. A harcok ideje alatt több ezer japán katona halt meg Tajvanon a betegségek következtében. A hadjárat végén további 5246 katonát kezeltek a helyi kórházakban és 21 748 katonát kellett evakuálni a szigetről, akiket az anyaországba szállítottak kezelésekre. Betegség következtében hunyt el maga Josihisa herceg is. Holttestét hajón szállították vissza Japánba. A tajvaniak között persze elterjedt az a mendemonda, hogy a herceg a baguasani csatában szerzett sebébe halt bele.
Tajvani részről nehéz megállapítani az áldozatok számát. A japán források szerint 7000 estek el a harcokban, míg a kínai források szerint ez a szám 14 ezer.

## Következmények
Tajvanon az ellenállás nem szűnt meg. A japánoknak a lakosság hosszútávú passzív ellenségeskedésével is számolniuk kellett, amely szintén késleltette a sziget pacifikálását. A szigeten mintegy 100 ezer japán katona állomásozott, mialatt a szórványos rajtaütések folytatódtak a lakosság részéről, amellyel olykor érzékeny veszteséget okoztak a japánoknak. A megszállókat a betegségek tovább tizedelték. Bosszútól hajtva a japánok egy sor vérengzést követtek el a falvakban, s további ezrek estek különféle fizikai erőszak áldozatává.
A kínai reguláris csapatokat mind visszaszállították Kínába. Számos kínai kereskedő, mint Kú Hszieng-jung, akik támogatták a megszállást, a japán uralom fő haszonélvezői lettek. Kú utódai a japánokra alapozva üzleti kartellt alapítottak a szigeten.
A japánok a brutális leszámolás mellett fenntartották a nagylelkűség látszatát, elsősorban azokkal szemben, akik készek voltak az ellenállást feladni és behódolni. Azok, akik a felkínált lehetőség ellenére tovább harcoltak nem számíthattak irgalomra. A sziget pacifikálása csak 1902-re fejeződött be. A megszállóknak számos, kezdetben lebírhatatlannak tűnő nehézségen kellett úrrá lenniük, amelyhez hozzájárult, hogy kezdetben alig ismerték a szigetet és rosszul mérték fel az adottságait.